# Experiment on Me
"Experiment on Me" é uma canção da cantora estadunidense Halsey. Foi lançada pela Atlantic em 7 de fevereiro de 2020 como o quinto single da trilha sonora do filme Birds of Prey.

## Antecedentes e composição
A faixa foi testada pela primeira vez em 25 de julho de 2019, quando Halsey estava trabalhando com Bring Me The Horizon em sua colaboração "¿" e postou um vídeo no Instagram. Embora Sykes e Fish não tenham sido vistos no vídeo, ambos foram marcados na postagem e vozes foram ouvidas ao fundo. Em 13 de janeiro de 2020, Halsey declarou o seguinte sobre a música:
"Sem dúvida, a música mais louca que já gravei. Por um deslizamento de terra. E com razão para Harley [Quinn]!"— "Halsey sobre a faixa", Twitter
Em uma sessão de perguntas e respostas através na conta oficial do Spotify no Twitter em 21 de janeiro de 2020, Halsey falou mais sobre a música:
"Estou tão animada para vocês ouvirem ‘Experiment On Me’. É uma das músicas mais legais que já fiz, eu me diverti muito no estúdio com Oli e Jordan, e foi uma loucura para mim. Eu amei Bring Me [The Horizon] minha vida inteira, e sou um fã desde que tinha, tipo, quatorze anos, então começar a trabalhar com eles foi super surreal. Mas nós nos demos bem, tipo, imediatamente, e o que fizemos é realmente especial, e vai tão bem no filme. É um momento tão legal e estou super feliz que Margot [Robbie] me teve, e toda a equipe me teve, seja parte disso. Foi fantástico."— "Halsey sobre a faixa", Twitter
Em janeiro, Fish confirmou sua participação e a de Oli Sykes na música. "Eu, oli e halsey escrevemos uma música neste álbum chamada 'experiment on me' - ela será lançada junto com o filme no início do mês que vem. Estou ansioso para você ouvir isso", disse o tecladista. Em 16 de janeiro de 2020, a Atlantic liberou um trailer do álbum completo, que conta com trechos de músicas que estarão no filme, onde pode-se ouvir um trecho da canção. A música foi lançada em 7 de fevereiro de 2020. A canção foi escrita pela própria, ao lado de Oliver Sykes, Jordan Fish, Björn Yttling, Peter Morén e John Eriksson, sendo produzida por Sykes e Fish.